# 小川晃一
小川 晃一（おがわ こういち、1927年 - ）は、日本の政治学者。法学博士。北海道大学名誉教授。北海道における欧米政治思想史研究の第一人者。群馬県館林市生まれ

## 略歴
- 1949年（昭和24年） - 第一高等学校 (旧制)卒業
- 1952年（昭和27年） - 東京大学法学部卒業。北海道大学法学部助手
- 1953年（昭和28年） - 丸山眞男の下で研究するため東京大学に国内留学する
- 1958年（昭和33年） - 北海道大学法学部助教授
- 1963年（昭和38年） - 北海道大学法学部教授
- 1989年（平成元年） - 千葉大学法経学部教授（併任）
- 1990年（平成2年） - 北海道大学定年退官。同名誉教授。
- 1997年（平成9年） - 千葉大学退官。東洋学園大学人文学部教授
- 2002年（平成14年） - 東洋学園大学退職。

## 研究対象
西洋政治史学を研究。特に19世紀前半のヨーロッパやアメリカの政治思想などを研究。

## 著書

### 単著
- 『英国社会における伝統と変化　一コミュニティの実態的研究』上（御茶ノ水書房、1973）
- 『英国政治における伝統と変化 一コミュニティの実態的研究』下（御茶の水書房 1973）
- 『トクヴィルの政治思想 政治における知性』（木鐸社、1975）
- 『政治権力と権威』（木鐸社、1988年）
- 『英国自由主義体制の形成 ウィッグとディセンター』（木鐸社、1992年）
- 『サッチャー主義』（木鐸社、2005年）

### 共著
- 教養政治学 第1分冊 十亀昭雄,荒木俊夫共著 木鐸社 1974
- ハイフン付きアメリカニズム 鈴木重吉共編 木鐸社 1981.7
- （石垣博美）『アメリカ人のヨーロッパ像』（木鐸社、1982年）
- 戦争とアメリカ社会 石垣博美共編 木鐸社 1985.1
- （片山厚共編）『変貌するアメリカの家族』（木鐸社、1986年）
- アメリカの都市 過去から未来へ 片山厚共編 木鐸社 1987.1
- アメリカの知識人 その意味するもの 片山厚共編 木鐸社 1988.6
- アメリカ憲法の神話と現実 片山厚共編 木鐸社 1989.5
- 階級意識とアメリカ社会 片山厚共編 木鐸社 1990.5
- 宗教とアメリカ アメリカニズムにおける宗教理念　片山厚共編 木鐸社 1992.2

### 訳書
- アイザイア・バーリン『自由論 1巻・2巻』生松敬三、小池銈、福田歓一共訳（みすず書房 1971年）
- ヒュー・トレヴァー＝ローパー『宗教改革と社会変動』石坂昭雄・荒木俊夫共訳（未来社、1978年）
- ジェームズ・ミル『教育論・政府論』岩波文庫、1983年

## 門下生
- 荒木俊夫 - 元北海道大学教授
- 権左武志 - 北海道大学法学部教授